# 귀뚜라미그룹
귀뚜라미그룹은 귀뚜라미보일러 등을 포함하는 기업군이다.

## 계열사
- TBC(SBS(모기업:태영건설)의 대구경북 네트워크 민영방송)
- 범양냉방
- 귀뚜라미
- 신성엔지니어링
- 귀뚜라미 동광보일러
- 귀뚜라미 냉동기계
- 귀뚜라미환경테크
- 귀뚜라미 범양냉방
- 녹색에너지
- 닥터로빈
- 귀뚜라미 재단
- 한탄강 버스파호텔
- 한탄강 컨트리클럽
- 인서울27 골프클럽
- 닥터로빈
- 귀뚜라미 홈시스
- 센추리
- 나노캠
- 귀뚜라미에너지(구 강남도시가스)

## 민영랩 방송광고대행사
- SBS M&C

## 참고 자료
- 최진민 귀뚜라미 회장, 금탑산업훈장 수상